# Wespvlinders
De wespvlinders (Sesiidae) zijn een familie van vlinders uit de superfamilie Cossoidea. De familie telt bijna 1400 soorten, verdeeld over ruim 150 geslachten.

## Kenmerken
Wespvlinders hebben nauwelijks de voor vlinders karakteristieke schubben op de vleugels. Alleen op de randen van de smalle vleugels komen ze voor. Als gevolg hiervan zijn de vleugels vrijwel geheel doorzichtig. Wespvlinders vertonen veel overeenkomsten met bijen en wespen. Sommigen doen zelfs alsof ze willen steken.
De lichamen zijn vaak geel gestreept, soms zelfs erg helder, en de antennes zijn eenvoudig. De algemene verschijning lijkt hierdoor voldoende op die van wespen of hoornaars om het aannemelijk te maken dat hier sprake is van verminderde jacht op hen als gevolg van mimicry. Zij kunnen hierdoor overdag actief zijn. Het lichaam is zwart, blauwachtig of donkerbruin, met gele of oranje strepen. De vleugelspanwijdte varieert van 1,4 tot 4 cm.
Vlinders met doorzichtige vleugels zijn er meer, bijvoorbeeld soorten in het geslacht Hemaris van de familie pijlstaarten (Sphingidae), die uiterlijk wel wat op hommels lijken.

## Leefwijze
De witte rupsen van wespvlinders zijn meestal houtboorders, die zich in hout of plantenwortels boren.

## Verspreiding en leefgebied
Deze familie komt wereldwijd voor in noordelijke gematigde streken rond bloemen en waardplanten.

## Schade aan planten
Sommige soorten zijn een plaag voor fruitbomen of houtbouw. Zo kan de rups van de hoornaarvlinder (Sesia apiformis) met lange gangen het hout van oude populierenstammen vernielen. De rupsen van de frambozenglasvlinder (Pennisetia hylaeiformis) kunnen schade in de frambozenteelt aanrichten.

## Enkele soorten
- Chamaesphecia empiformis - Schijn-wolfsmelkwespvlinder
- Chamaesphecia tenthrediniformis - Wolfsmelkwespvlinder
- Paranthrene tabaniformis - Populierenwespvlinder
- Pennisetia hylaeiformis - Frambozenglasvlinder
- Sesia apiformis - Hoornaarvlinder
- Sesia bembeciformis - Gekraagde wespvlinder
- Synanthedon culiciformis - Berkenglasvlinder
- Synanthedon formicaeformis - Wilgenwespvlinder
- Synanthedon myopaeformis - Appelglasvlinder
- Synanthedon scoliaeformis - Grote berkenwespvlinder
- Synanthedon spheciformis - Elzenwespvlinder
- Synanthedon tipuliformis - Bessenglasvlinder
- Synanthedon vespiformis - Eikenwespvlinder

Alle op Wikipedia beschreven soorten zijn te vinden in de lijst van wespvlinders.

## Onderverdeling
- onderfamilie Tinthiinae
  - tribus Paraglosseciini
  - tribus Pennisetiini
  - tribus Similipepsini
  - tribus Tinthiini
- onderfamilie Sesiinae
  - tribus Cissuvorini
  - tribus Melittiini
  - tribus Osminiini
  - tribus Paranthrenini
  - tribus Sesiini
  - tribus Synanthedonini
- niet in een onderfamilie of tribus geplaatste geslachten (incertae sedis)

| - Alonina - Anaudia - Augangela - Austrosetia - Ceritrypetes - Conopyga - Episannina - Erismatica - Gymnosophistis - Hymenosphecia - Isocylindra - Lepidopoda - Leuthneria | - Megalosphecia - Melisophista - Metasphecia - Mimocrypta - Pedalonina - Proaegeria - Pseudomelittia - Tradescanticola - Uranothyris - Vespanthedon - Xenoses - Zhuosesia |

## Afbeeldingen

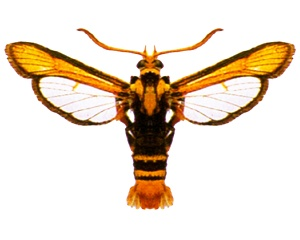
Pseudosesia oberthueri
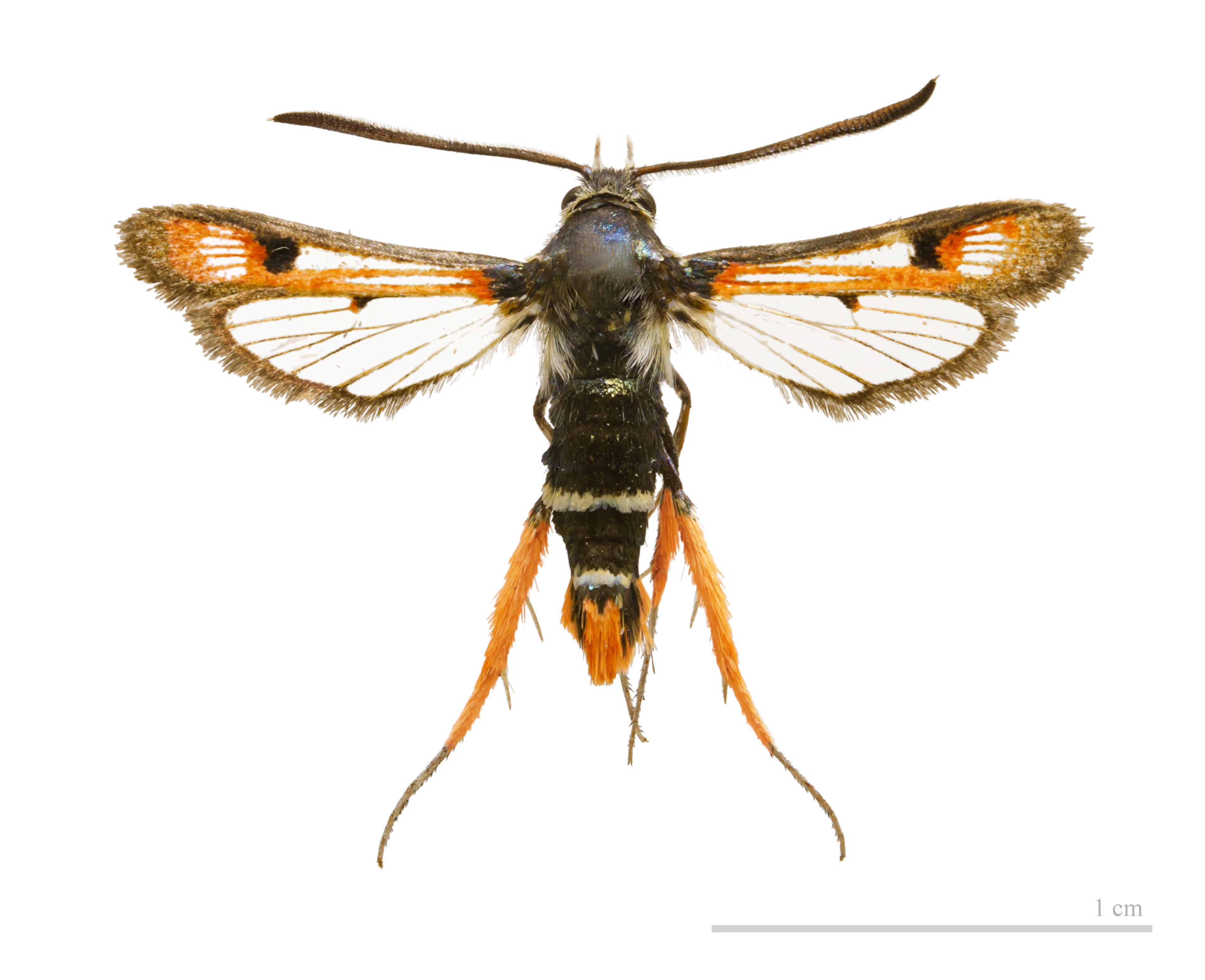
Pyropteron chrysidiforme Zuringwespvlinder
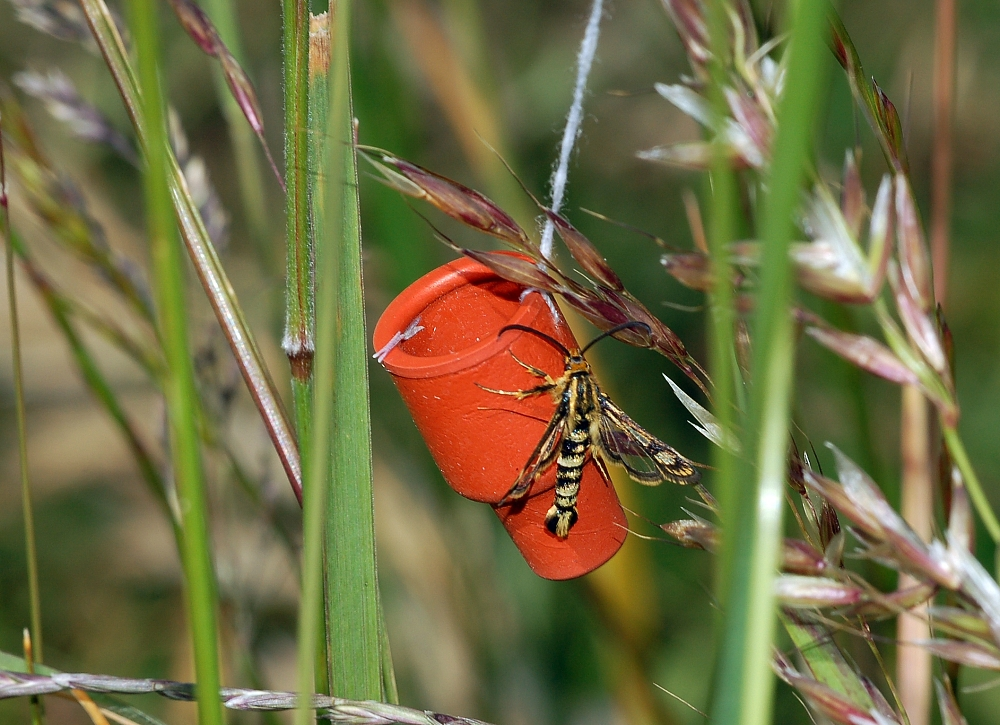
Chamaesphecia empiformis Schijn-wolfsmelkwespvlinder
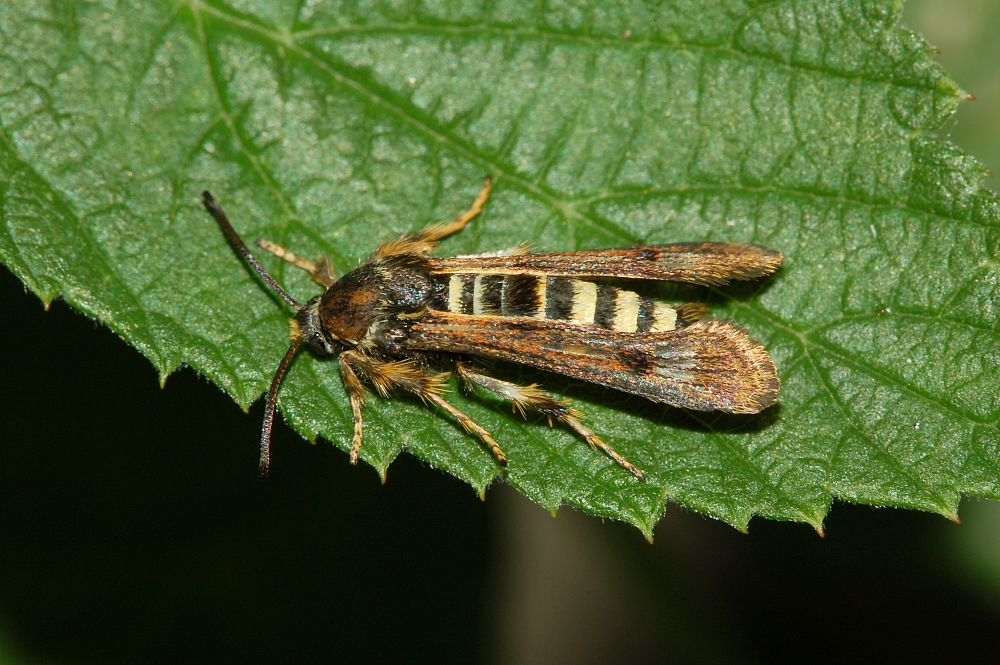
Pennisetia hylaeiformis Frambozenglasvlinder
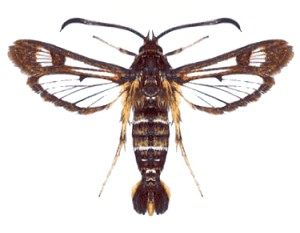
Pyropteron doryliformis
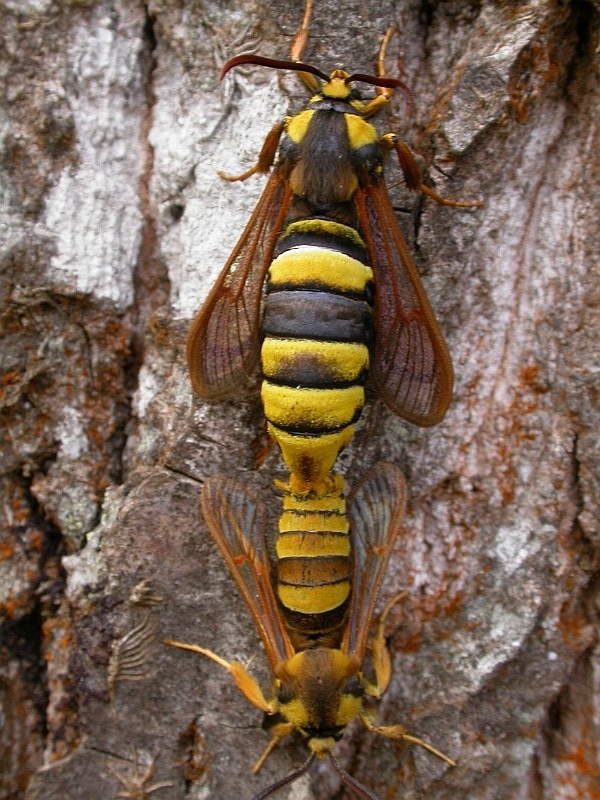
Sesia apiformis Hoornaarvlinder
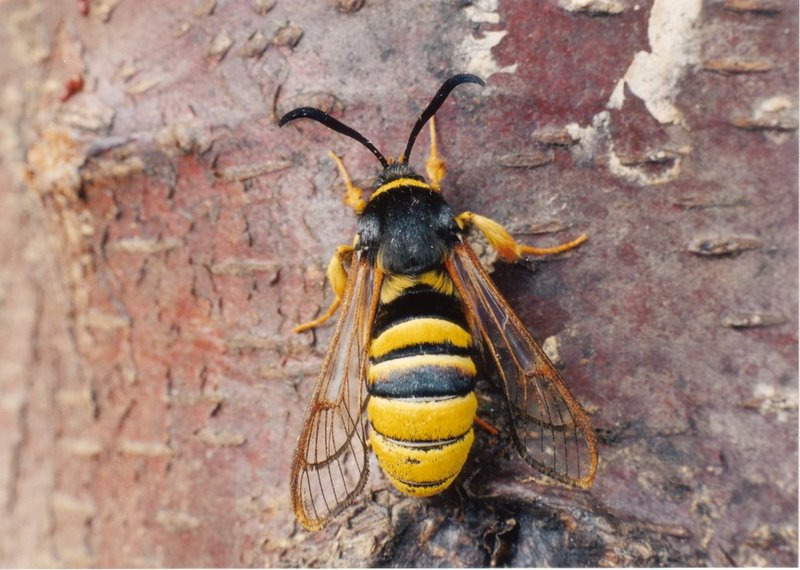
Sesia bembeciformis Gekraagde wespvlinder
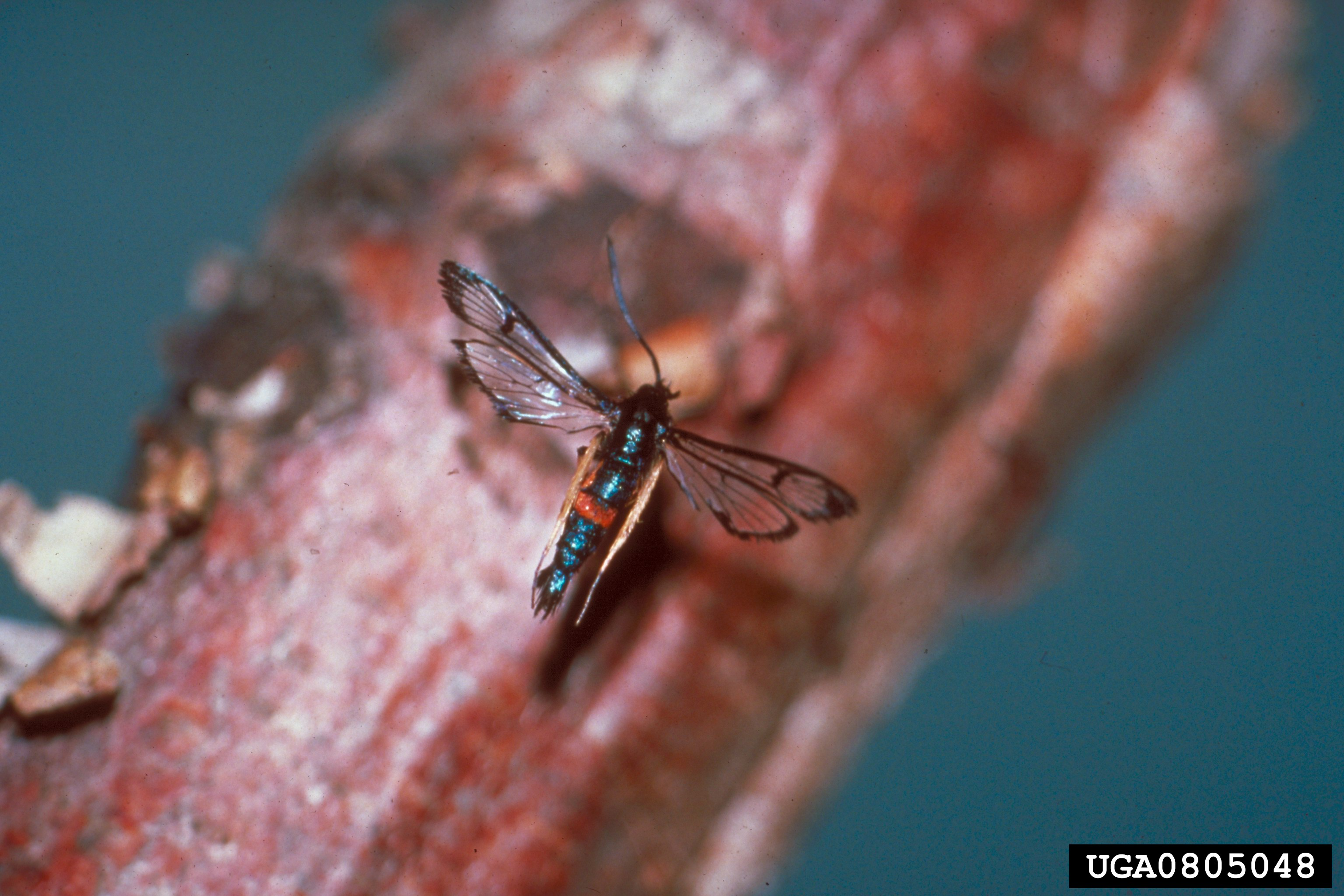
Synanthedon culiciformis Berkenglasvlinder
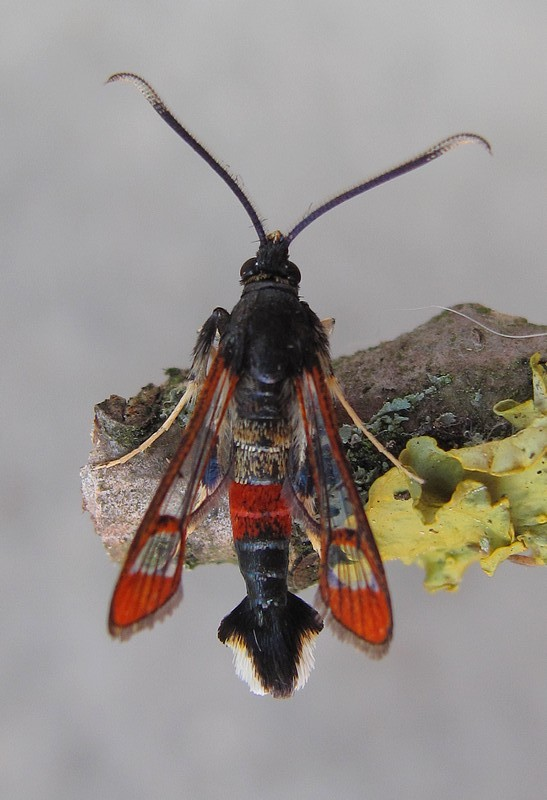
Synanthedon formicaeformis Wilgenwespvlinder
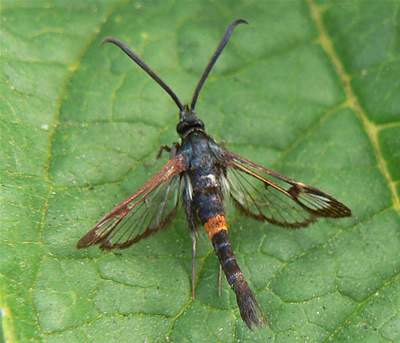
Synanthedon myopaeformis Appelglasvlinder
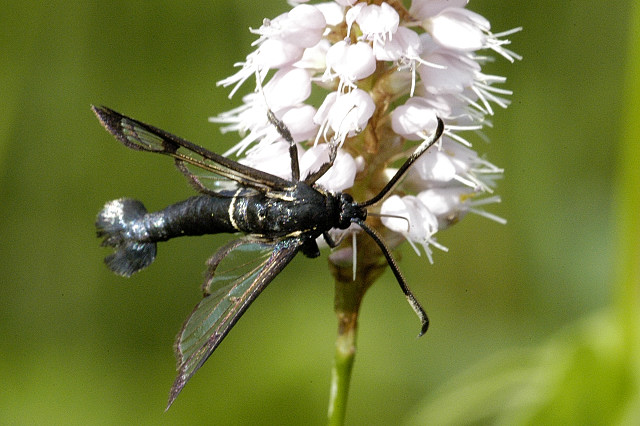
Synanthedon spheciformis Elzenwespvlinder
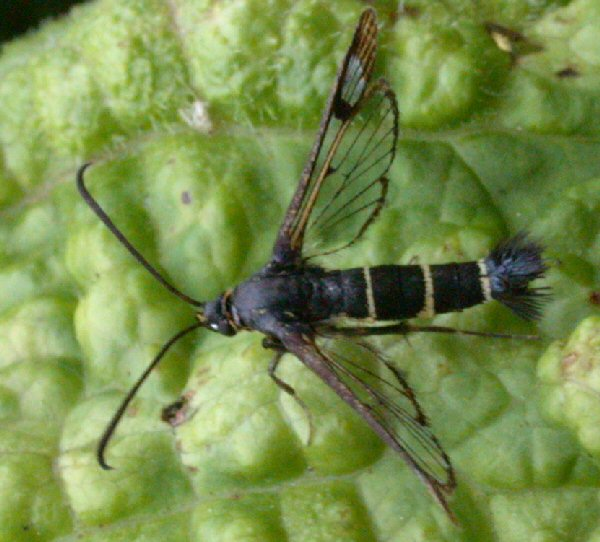
Synanthedon tipuliformis Bessenglasvlinder
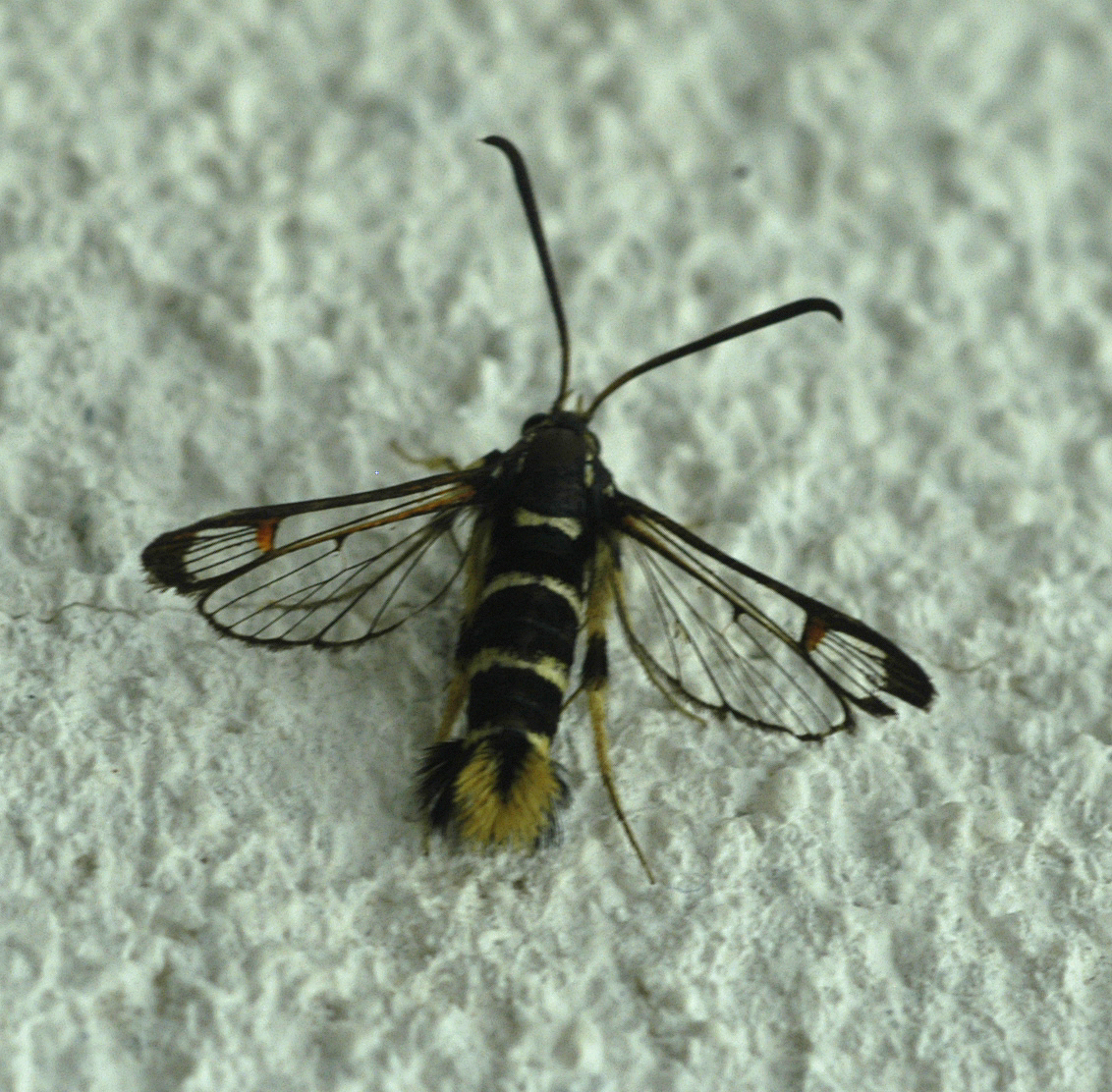
Synanthedon vespiformis Eikenwespvlinder